# Leviatan

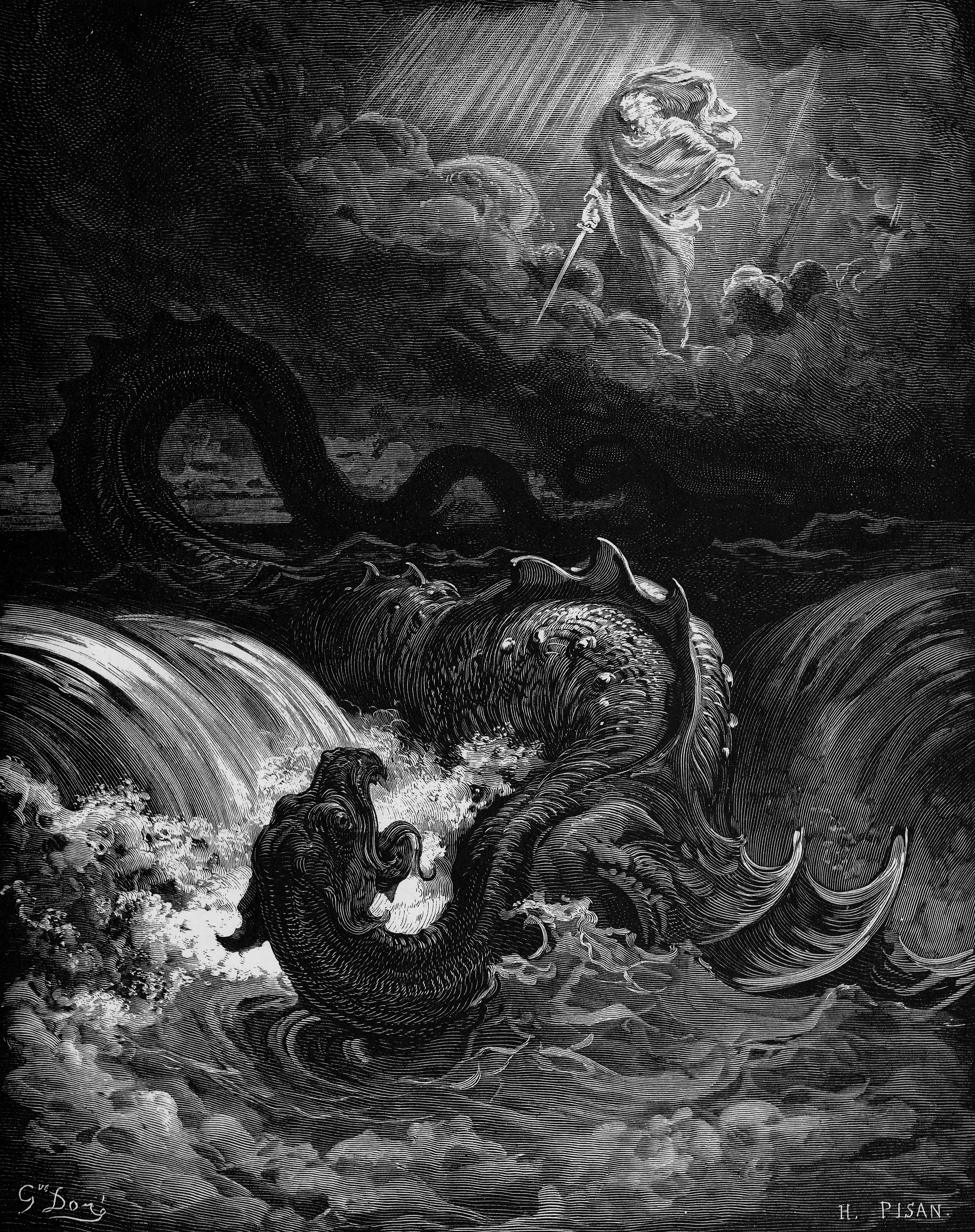
„Zničení Leviatana“ – rytina Gustave Doré z roku 1865

Leviatan nebo livjátan (hebrejsky: לִוְיָתָן, livjatan, doslova „stočený, zkroucený“) je mořská obluda, o níž se zmiňuje jak Tanach, tak rabínská literatura včetně Talmud. Podle agady byla tato obluda stvořena jako pár. Bůh však viděl, že by tito tvorové mohli zničit svět, a tak samici leviatana krátce po stvoření zabil a samce vykastroval. Z kůže zabité samice Bůh vyrobil původní světelný oděv člověka – ten se však po hříchu změnil ze „světla“ (hebrejsky אוֹר, or) na „kůži“ (hebrejsky עוֹר, or). Její maso pak Bůh uchovává pro budoucí hostinu, na níž mají hodovat spravedliví v době Mesiáše. Rabínští vykladači upozorňují, že tato hostina se ve skutečnosti netýká fyzické konzumace masa, ale odhalení tajemství Tóry, jež budou zjevena spravedlivým jako odměna. O leviatanech se též zmiňuje Kniha zjevení Abrahamovi označována jako Abrahamova apokalypsa.
Slovo leviatan se v průběhu staletí, podobně jako jeho suchozemský protějšek behemot, stalo synonymem ke kterémukoli velkému monstru či příšeře. V moderní hebrejštině slovo prostě znamená velryba. Takto, přesněji starým tvarem velryb, jej na některých místech překládá i Bible kralická.

## Leviatan v Bibli
Slovo leviatan se v Bibli objevuje pětkrát, někdy se o něm mluví jako o velrybě:
1. Iz 27, 1 (Kral, ČEP)
2. Ž 74, 14 (Kral, ČEP)
3. Ž 104, 25–26 (Kral, ČEP)
4. Jb 3, 8 (Kral, ČEP)
5. Jb 40, 25 (Kral, ČEP)

Leviatan je také nepřímo zmíněn v Gn 1, 21 (Kral, ČEP).

## Křesťanství
Dle křesťanské interpretace[zdroj?] se leviatan často považuje za vodní příšeru, jakéhosi silného tvora, který vzbuzuje strach – Iz 51, 9 (Kral, ČEP). Toto slovo bylo také použito pro Boží odpůrce, například Ďábla – biblickou duchovní bytost – Iz 27, 1 (Kral, ČEP), nebo egyptského krále – Ez 29, 3–5 (Kral, ČEP).
Někteří bibličtí učenci považují leviatana za alegorii sil chaosu, které existovaly před stvořením světa. V Ž 74, 13–14 (Kral, ČEP) se praví: „Ty silou svou rozdělil jsi moře, a zdrtil hlavy draků ve vodách. Ty jsi zdrtil hlavy Leviatanovi, dal jsi jej za pokrm stvořením divočiny.“ Bůh vzal pak zpět vodu a zničil mořské monstrum leviatana, aby mohl přetvořit Zemi k obrazu svému.

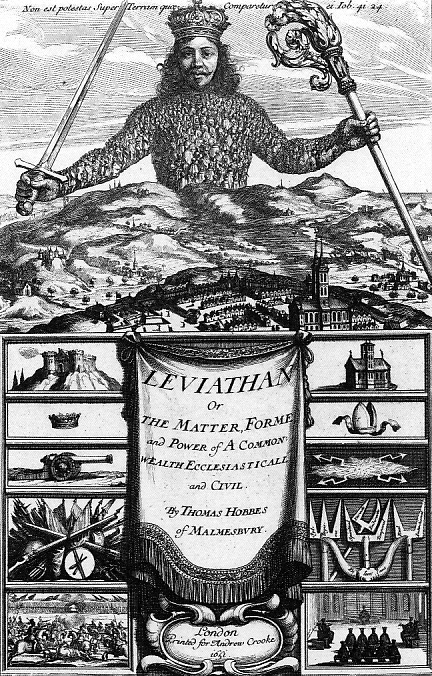
Titulní list Hobbesovy knihy Leviathan z roku 1651, od neznámého umělce

Leviatan se dále objevuje v několika apokryfních textech. Apokryfní Kniha Henochova vypovídá o livjátanovi jako o samici obludy žijící na dně vod, zatímco behemot je samec obludy žijící na souši (Henoch 60,7–9). Behemot a livjátan mají být hlavním chodem eschatologické hostiny spravedlivých (Henoch 60,24).
Postava livjátana v Tanachu mohla být inspirována kanaanejským Lotanem. Lotan (LTN, ugaritsky 𐎍𐎚𐎐) znamená stočený. Po ugaritském Lotanovi byla pojmenována řeka Litani, důležitý vodní zdroj v dnešním Libanonu.

## Satanismus
V satanismu je Leviatan jedním ze čtyř princů pekla. Představuje číslo tři, modrou barvu a chaos. Jeho elementem je voda, ze které je člověk složen. Zastupuje taky jednotnost pořádku a chaosu, hmoty a antihmoty, jin a jang. Směr je západ, protože symbolizuje chaos a nepořádek.